# Ibarguen
Ibarguen es una entidad de población española del municipio de Ceánuri, perteneciente a la provincia de Vizcaya, en la comunidad autónoma del País Vasco.

## Historia
Hacia mediados del siglo XIX, el lugar ya pertenecía a Ceánuri. Aparece descrito en el noveno volumen del Diccionario geográfico-estadístico-histórico de España y sus posesiones de Ultramar de Pascual Madoz con las siguientes palabras:

IBARGUEN: barrio en la prov. de Vizcaya, part. jud. de Durango, térm. de Ceanuri.
(Madoz, 1847, p. 364)

En 2022, tenía empadronados 68 habitantes.